# Sally Potocki
Sally Potocki (født 11. februar 1989) er en australsk håndboldspiller, som spiller for Australiens kvindehåndboldlandshold.
Hun har tidligere spillet i flere tyske klubber blandet andet Borussia Dortmund Handball og Bayer Leverkusen.